# Astrolepis crassifolia
Astrolepis crassifolia är en kantbräkenväxtart som först beskrevs av John Houlston och Thomas Moore och som fick sitt nu gällande namn av D.M.Benham och Windham.
Astrolepis crassifolia ingår i släktet Astrolepis och familjen Pteridaceae. Inga underarter finns listade i Catalogue of Life.